# Wonderland (singel Kōshiego Inaby)
„Wonderland” – trzeci singel japońskiego piosenkarza Kōshiego Inaby, wydany 14 lipca 2004 roku. Osiągnął 1 pozycję w rankingu Oricon i pozostawał na liście przez 12 tygodni, sprzedał się w nakładzie 275 957 egzemplarzy. Utwór tytułowy został wykorzystany w zakończeniu programu Koisuru hanikami! (jap. 恋するハニカミ！) stacji TBS.
Singel zdobył status platynowej płyty.

## Lista utworów
| Nr | Tytuł                                                                         | Czas |
| -- | ----------------------------------------------------------------------------- | ---- |
| 1. | „Wonderland”                                                                  |      |
| 2. | „Anata no koe dake ga kono mune furuwasu” (jap. あなたの声だけがこの胸震わす) |      |
| 3. | „I AM YOUR BABY”                                                              |      |

## Notowania
| Lista                      | Pozycja |
| -------------------------- | ------- |
| Oricon Weekly Albums Chart | 1       |
| Oricon Yearly Albums Chart | 36      |